# Trichothurgus herbsti
Trichothurgus herbsti är en biart som först beskrevs av Heinrich Friese 1905.  Trichothurgus herbsti ingår i släktet Trichothurgus och familjen buksamlarbin. Inga underarter finns listade i Catalogue of Life.